# Lina Aimaro
Lina Aimaro (Aymaro) Bertasi (Torí (Piemont), 6 de febrer, 1914 – Desenzano del Garda (Llombardia), 14 de gener, 2000), va ser una soprano italiana.

## Biografia
Era una soprano lleugera. Va estudiar a l'Acadèmia de Música de Milà amb el mestre Mario Pieraccini i es va graduar al Conservatori Verdi de Milà, on s'havia traslladat la seva família.
Va debutar el 1935 amb Rossini a Milà amb El barber de Sevilla, i a La Scala el 1939 amb La sonnambula. El 1941, de nou a La Scala, va interpretar Angelica a El malalt imaginari. Després va cantar amb Giacomo Lauri Volpi i Gino Bechi a Rigoletto fins a l'estrena mundial a Milà, el 1953, dI trionfi de Carl Orff, dirigida per Herbert von Karajan.
Durant la seva carrera artística, des del 1935 fins al 1951 (any de la seva última actuació), Lina Aimaro va actuar als escenaris més importants del món, inclòs el Metropolitan de Nova York. Va cantar a Roma al Teatro dell'Opera el 1945 i el 1946 a Rigoletto de Giuseppe Verdi, el 1948 a La bohème de Giacomo Puccini, el 1951 a La traviata de Giuseppe Verdi a les Termes de Caracal·la.
El 1942 també enregistrà un disc de La traviata de Giuseppe Verdi.
Es va casar amb l'advocat Aldo Bertasi (1893-1960), originari de Castel Goffredo, i es va allotjar aquí durant un període de temps en una casa del centre històric amb vistes als jardins públics.
Al final de la seva carrera artística i després de la mort del seu marit, es va establir al llac de Garda i a "Lugana di Sirmione" va construir el Teatre Kursaal, on, a més d'ensenyar, va promoure concerts d'òpera i concursos internacionals de cant d'òpera. En el seu testament volia que es creés una fundació que, entre els seus objectius, s'ocupés del desenvolupament del "bel canto" i promogués cursos avançats per a joves artistes. La fundació es va crear al mateix teatre Kursaal, que des de llavors ha estat renovat. El 2001, es va crear una "Escola de Música Lina Aimaro" a instàncies de la fundació.
Està enterrada al cementiri de Castel Goffredo, on l'ajuntament va posar el seu nom a un carrer.
El 2010 Castel Goffredo li va dedicar un mata-segells especial durant una conferència especialitzada.